# Mateika
Mateika é uma ilha do atol de Funafuti, do país de Tuvalu. É cercada por um recife de corais, por todos os lados, localizando-se no Estreito de Te Ava Mateiko.